# Battenheim
Battenheim é uma comuna francesa na região administrativa de Grande Leste, no departamento Alto Reno. Estende-se por uma área de 16,77 km². Em 2010 a comuna tinha 1 606 habitantes (densidade: 95,8 hab./km²).